# Alminhas

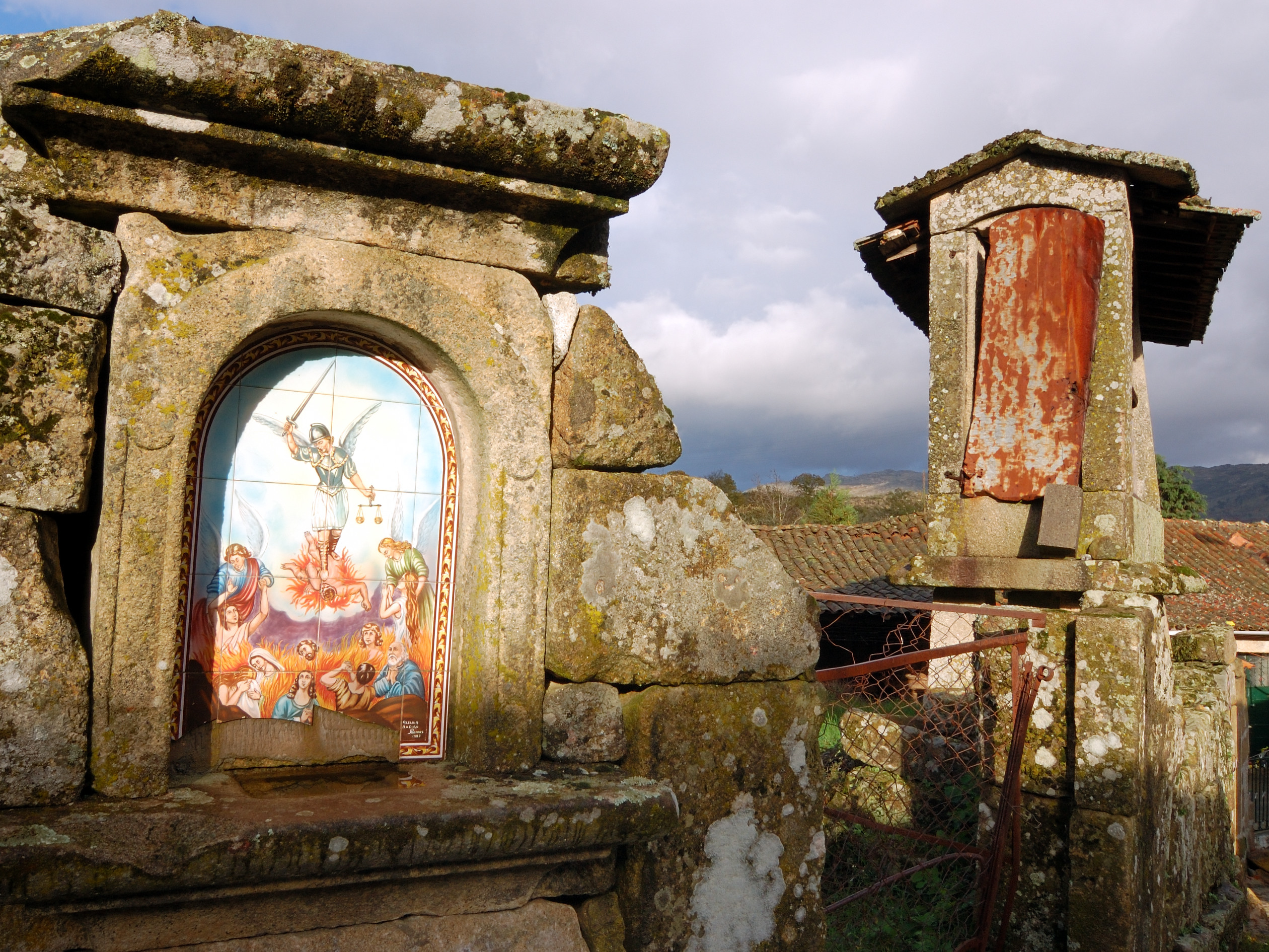
Alminhas e espigueiro em Vilarinho da Samardã, Portugal (2006)

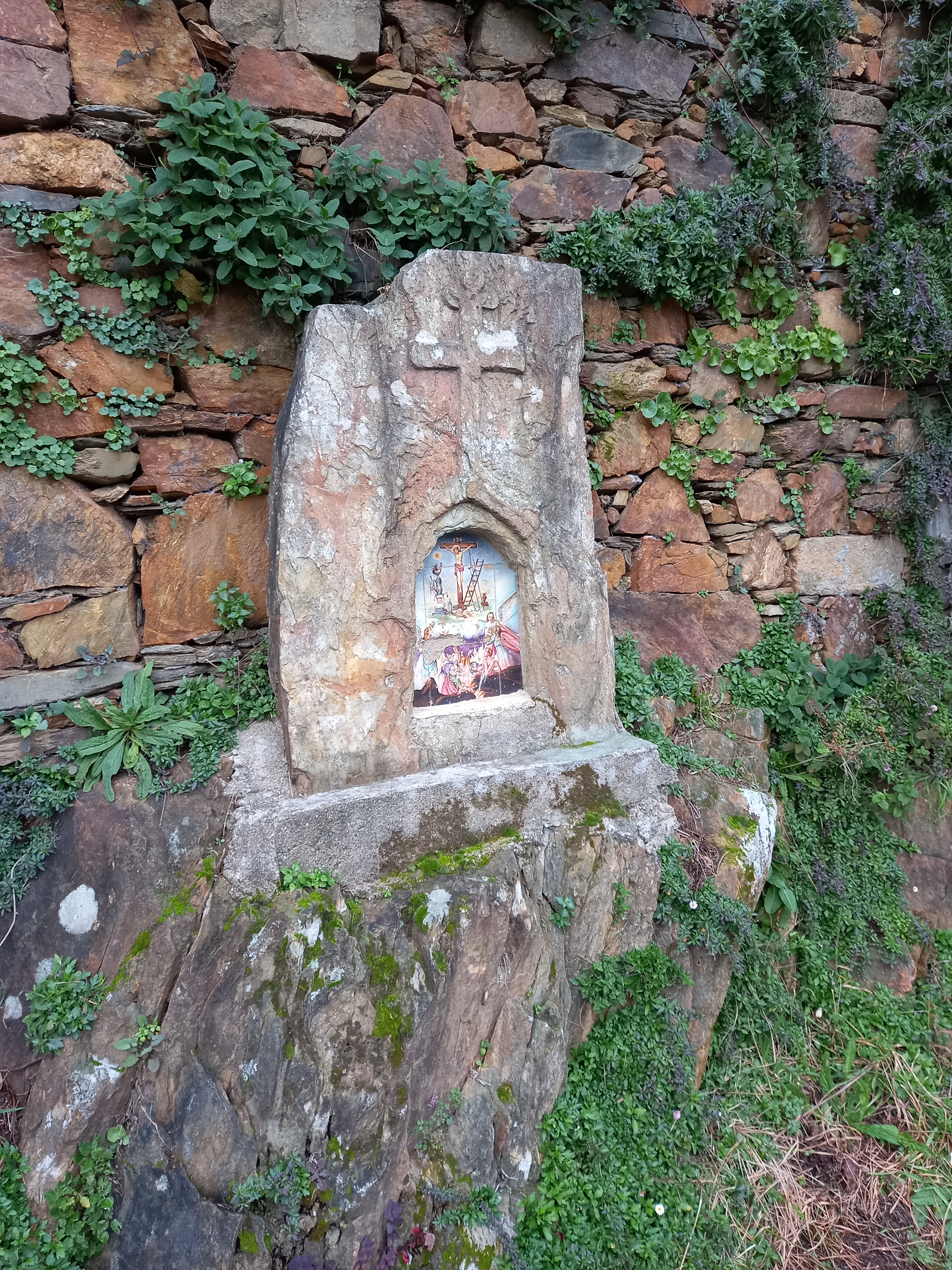
Alminha localizada na aldeia de Cabeça, Seia

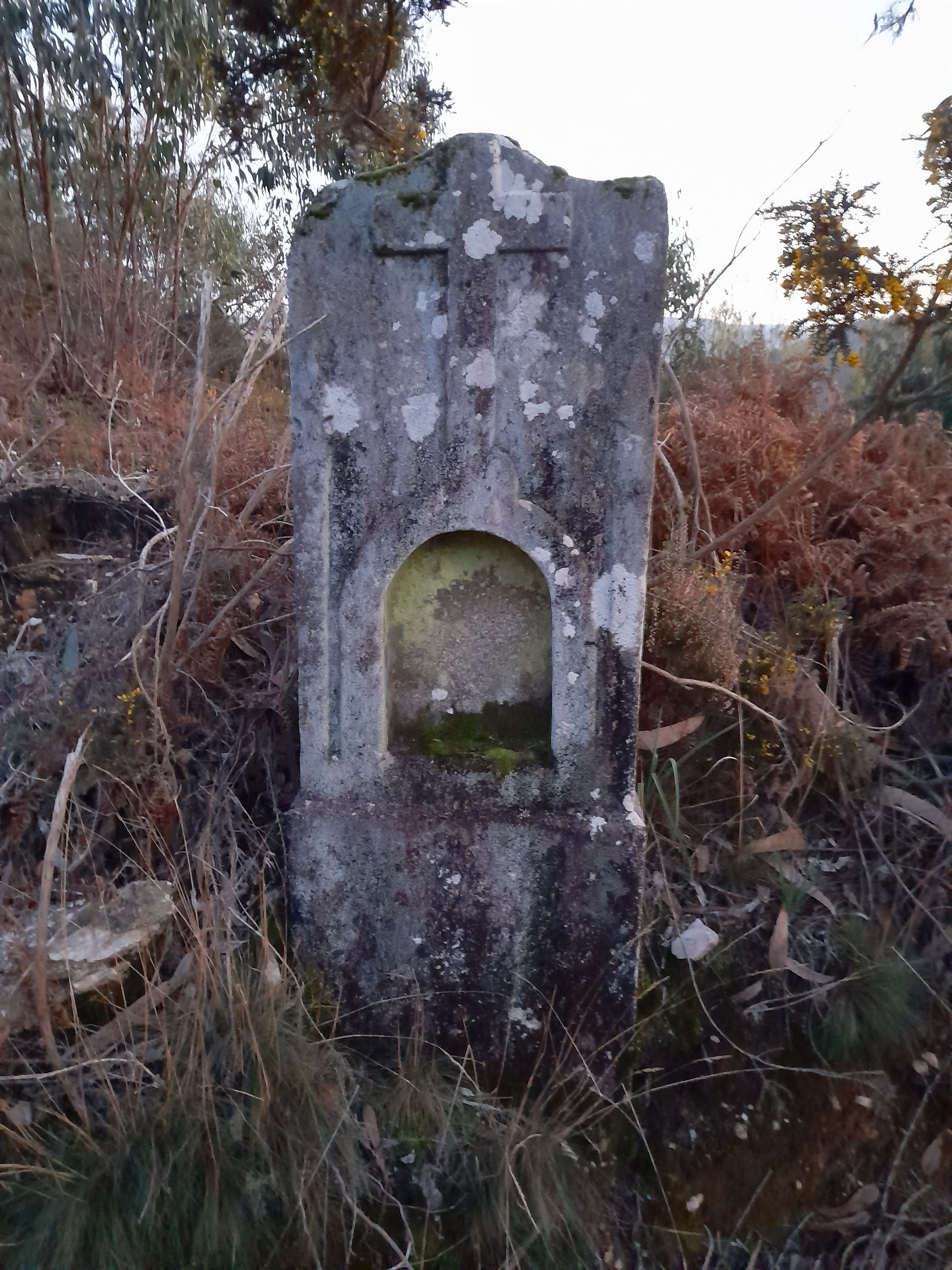
Alminhas na Serra da Ermida, Sever do Vouga, Aveiro.

As alminhas em Portugal, conhecidas na Galiza como petos de ânimas, são oratorios de culto às almas do purgatório, hoje consideradas património artístico-religioso. São pequenos altares onde se pára um momento para deixar uma oração e, por vezes, uma esmola pelas almas. É, também, frequente encontrar velas e lamparinas acesas, deixadas pelas pessoas que passam no local, ou mesmo outras oferendas como azeite ou flores .
Não são conhecidos registos escritos destes memoriais antes do século XIX, no entanto, podem encontrar-se exemplares de alminhas que remontam pelo menos ao século XVIII. Formalmente, este painéis representam sempre as almas do purgatório em agonia, podendo figurar anjos, a Virgem, Cristo, Santos, ou o Arcanjo Miguel resgatando as almas. Frases ligadas a necessidade de orar pelas almas e a fugacidade da vida e condição humana estão também comummente inscritas nestes representações. 
Geralmente, as alminhas são erguidas em caminhos rurais, e lugares de passagem, entre caminhos, como no meio das encruzilhadas,  entrada das pontes, pontos altos, junto às estradas nacionais ou mesmo nas soleiras das portas. A sua localização topográfica está relacionada não só com o culto dos mortos, mas também com a proteção dos viajantes nos caminhos e dos lugares de passagem. Pensa-se que as alminhas tenham provavelmente vindo substituir nichos e altares mais antigos, que existiam no mesmo lugar, com o mesmo proposito de proteção. Estes nichos e altares albergavam santos cujas devoções perderam força e foram ultrapassadas pela grande devoção às almas do purgatório, na época moderna. As alminhas podem ser altares isentos, ou estar incrustadas em velhos muros ou na frontaria de casas sendo construídas em diversos materiais. Historicamente, estas foram representadas em relevo pintado, ou pintura sobre tela ou pedra, sendo a tipologia mais comum no século XX o azulejo. 
Aos diferentes estilos de alminhas pode se dar o nome de:
- colunas de granito
- capelinhas
- nichos
- estelas

Um painel pintado a óleo, ou de azulejo, representa as almas do purgatório.
No distrito de Aveiro as aras votivas eram chamadas de "alminhas dos mouros" ou "almas dos mouros".